# 大巻忠一
大巻 忠一（おおまき ちゅういち、1936年（昭和11年） - ）は、日本の弁護士。岩手大学出身の法曹の一人。函館弁護士会会長、北海道弁護士会連合会副会長、日本弁護士連合会理事を歴任。

## 来歴・人物
岩手県出身。1962年（昭和37年）岩手大学農学部卒業。1966年（昭和41年）旧司法試験に合格。1969年（昭和44年）弁護士登録。大巻忠一法律事務所を開設。
1972年（昭和47年）函館弁護士会副会長に就任。1980年（昭和55年）函館弁護士会会長に就任。北海道弁護士会連合会副理事長や、日本弁護士連合会理事にも就任。1985年（昭和60年）函館弁護士会会長、北海道弁護士連合会副会長、日本弁護士連合会理事に再任。
また、出身校である岩手大学に招聘され、同校人文社会科学部非常勤講師（1988年 - 1996年）や函館大学非常勤講師（1988年 - 2001年）も務める。